# Noweleta (muzyka)
Noweleta (wł. novelletta; ang. novellette) – forma muzyczna. Utwór tematyczny o nieokreślonej formie, zwykle na fortepian. Składa się z szeregu niezależnych tematów o wspólnym rytmie. Wbrew narzucającym się skojarzeniom, nie był to początkowo muzyczny odpowiednik literackiej noweli. Forma ta została stworzona przez Roberta Schumanna.
Znane nowelety:
- Robert Schumann - osiem nowelet op. 21 1838
- Jean Sibelius - noweleta na skrzypce i fortepian op. 102
- George Gershwin - noweleta w czterech częściach - rag na fortepian